# Fambaré Ouattara Natchaba
Pour les articles homonymes, voir Ouattara.
Fambaré Ouattara Natchaba est un homme politique togolais né le 17 avril 1945 à Gando (Togo) et mort le 15 octobre 2020 à Lomé (Togo). Ancien président de l'Assemblée nationale (2000-2005), il fut également professeur de droit à l'université de Lomé de 1992 à 2020.

## Biographie
Fambaré Ouattara Natchaba a été président de l'Assemblée nationale et membre du bureau politique du Rassemblement du peuple togolais (RPT), parti au pouvoir. À ce titre, il a participé aux modifications constitutionnelles intervenues en 2003 afin de permettre à Gnassingbé Eyadema de briguer un troisième mandat.
Au lendemain de la mort de Gnassingbé Eyadema, alors que son poste de président de l'Assemblée nationale aurait dû lui permettre d'exercer l'intérim présidentiel, il est écarté au profit du fils de l'ancien président Faure Gnassingbé Eyadema, et contraint à l'exil au Bénin, avant d'être autorisé à rentrer au Togo.
Depuis son retour au pays, il a rallié ses anciens amis du RPT (Rassemblement du peuple togolais) le parti au pouvoir depuis plus de 40 ans.
Il meurt le 15 octobre 2020 à Paris (France) des suites d'une longue maladie,.
Il est le père de Kanka-Malik Natchaba, ministre et Secrétaire général du gouvernement togolais.

## Distinctions
- Commandeur de l'ordre du Mono (2006)[4]